# فيغاس برو
فيغاس (بالإنجليزية: Vegas)‏ هو برنامج تحرير فيديو احترافي بنظام المونتاج الخطي احتكاري ابتكرته شركة سونيك فاوندري ثم امتلكته شركة سوني للبرمجيات الإبداعية ثم اشترته أخيراً شركة ماجيكس MAGIX في مايو 2016م، والتي أطلقت الإصدار رقم 14 من البرنامج وأنشأت موقعاً جديداً لعرض منتجاتها.

## الملامح العامة
كان فيغاس بالأصل برنامج لتحرير الصوت وطور بعد ذلك ليكون برنامج لتحرير الصوت والفيديو من إصداره الثاني وحتى الآن. وأهم ميزاته هو مسارات الفيديو والصوت المتعددة إذ بإمكانك دمج مئات المقاطع من الفيديو، لجعلها فيديو واحد وكذلك الأمر بالنسبة لدمج الصوتيات. يحتوي سوني فيغاس على شريحة واسعة من المؤثرات التي تجعل من الفيديو البسيط عملا احترافيا، كما يدعم التحريك ثلاثي الأبعاد، ويتوافق مع عدد كبير من صيغ الفيديو والصوت، والتقنيات المتجدده مثل HD و2K وحتى 4K فهي تدعم الصيغة السنمائية فور كي 4K منذ 2009، وصيغ الكاميرات الاحترافية. كان أول برنامج يسمح باستخدام أكثر من صيغة للفيديو في عمل واحد، وتبعه بعد ذلك بعض برامج المونتاج الأخرى. وحصل على عدة جوائز للمونتاج لعدة أفلام، ويستخدم من قبل مهندسي الصوت لأعمال فنانين مشهورين.هناك مواقع يوتيوب عربية تخصصت في شرح البرنامج قناة أبو عبد الله الأسير التي كانت أول قناة عربية شرحت البرنامج وتحتوي على أفكار رائعة للدروس والتطبيقات لهذا البرنامج.ونشأ منها منتدى السوني فيغاس الذي يحتوي على موسوعة شاملة من الدروس والتطبيقات لهذا البرنامج، كما قدم موقع اسكتشات ريادة عربية في عرض شروحات شاملة وتفصيلية عن البرنامج بأحدث إصداراته وبطرح إبداعي جديد.
وهناك برنامج شبيه بفيغاس يصدر من نفس الشركة
وهو فيغاس موفي ستوديو [الإنجليزية] يتشارك مع الفيغاس بشكل الواجهة
وأغلب الخصائص الداخلية لكنه لا يحتوي المميزات الاحترافية
مثل أداة تركيب المسارات المتقدمة ودعم التحرير بمواصفات
24p [الإنجليزية]
وليس لديه القدرة على حرق الفيديو على أقراص دي في دي وأقراص بلوراي. 

ويترافق مع السوني فيغاس برامج مساندة مثل برنامج دي في دي أركيتيكت
DVD Architect
فلتر بوريس Boris FX [الإنجليزية]
فلتر الرصاصة السحرية Magic Bullet Plug-in [الإنجليزية]
وهذه البرمجيات تباع بشكل منفصل.
برنامج فيغاس برو لا يتطلب أجهزة خاصة ليعمل عليها بل يعمل
على أي جهاز حاسوب يعمل بنظام ويندوز ذو مواصفات قياسية.

## سوني فيغاس برو 8
صدر في 10 سبتمبر 2007 وأصبح هذا التصميم يربط بين فيغاس 8 وبرنامج دي في دي أركيتيكت برو 4.5 لعمل أقراص دي في دي
وبرنامج دولبي ديجيتال
AC-3
وهذه الثلاثية قدمت بيئة متكاملة لعمل مونتاج احترافي بكل مراحله
للفديو والصوت والدي في دي وإنتاج البث (Broadcast Production).
هذه الأدوات تمكن المستخدم من تحرير ومعالجة
DV,إيه في سي إتش دي، HDV,SD/فيديو عالي الوضوح-SDI,
وكذلك كل صيغ كاميرات
XDCAM.
السوني فيغاس كان ثاني برنامج تحرير فيديو لاخطي يسمح للمستخدمين بوضع مجموعة متنوعة من الصيغ في الشريط الزمني وتحريرها معا.
برامج التحرير اللاخطية الأخرى تتطلب أن يقوم المستخدم بتحويل الصيغ المختلفة إلى صيغة موحدة.
والسوني فيغاس فيديو 1 امتلك هذه الخاصية عام 2000. بينما الفاينال كت دعمها عام 2007 بفاينال كت برو6.
وفي 2003 عندما صدرت النسخة الرابعة من البرنامج أصبح بإمكان المستخدمين تحرير فيدوهات اتش دي بدقة فائقة كما ودعمت
24P مجانا.
والسوني فيغاس هو أول برنامج تحرير لاخطي يوفر أدوات تحرير صوت احترافية
24-bit/192 khz
وكذلك دعم المشغل
ASIO
وكان السوني فيغاس من أوائل برامج التحرير اللاخطية التي تقبل صيغ الفيديو فائقة الدقة
HDV وملفات TS.

## سوني فيغاس برو 9
في 11 ماي 2009 سوني للبرمجيات الإبداعية أصدرت النسخة التاسعة من البرنامج مع دعم كبير للمونتاج السينمائي الرقمي (Digital Cinema)
بدعمها لدقة 4K السينمائية.
وكذلك لدعم صيغ أو أنساق جديدة لكاميرات الفيديو الاحترافية مثل
RED وXDCAM EX.

وآخر تحديث للنسخة التاسع هو سوني فيغاس 9 E
وكان في 13 ماي 2010, وقد تضمن تأثير أو فلتر إضافي وهو موازنة اللون الأبيض
WHITE BALANCE.

وفي 2009 اشترت سوني للبرمجيات الإبداعية مؤثرات الفيديو : فيلفيت ماتر رادينس VELVETMATTERRadiance
وهي مجموعة فلاتر تعطي تأثير إشعاعي عند تطبيقها على المقطع.

## سوني فيغاس برو10
تم إصدار النسخة العاشرة في 11 أوكتوبر 2010 بتحسينات وإضافات جديدة منها:

مؤثر التجسيم ثلاثي الابعاد (تصوير ثلاثي الأبعاد)
الترجمة الفورية الشاملة (Closed_captioning)
خاصية تسارع الغرافيك (GPU Accelaraion) لبعض أنواع معالجات (NVIDIA CUDA)
ومع التحديث الرابع d
للنسخة العاشرة امتدت هذه الخاصية لتدعم بعض معالجات
AMD GPUs من خلال برمجة (opencl gpgpu API)
وخاصية تثبيت الصور ومعالجة الاهتزاز ( Image Stabilization)
وإمكانية إضافة فلاتر الصوت على ملفات منفصلة في التراك
وتحسين إدارة المسارات
ودعم إضافات Open FX.

## سوني فيغاس برو 11
صدرت النسخة الحادية عشر من سوني فيغاس في 17 أكتوبر 2011،
حاملة معها المزيد من التحسينات والإضافات مثل:

تسارع فك تشفير الفيديو بواسطة برمجية
الحوسبة للأغراض العامة على وحدات معالجة الرسوميات
وكذلك تطبيق المؤثرات وسرعة التشغيل وخصائص تركيب المسارات وعمليات القص والتحريك وإضافة الانتقالات وآلية الحركة.
وتم إضافة أداة للكتابة تحتوي على أنماط جاهزة ومنوعة من الكتابة الفنية، وتحسين الخط الزمني لأداة الكتابة المتقدمة  بروتايب تايتلر Protype Titler.
وتم تحسين خاصية التجسيم ثلاثي الأبعاد (تصوير ثلاثي الأبعاد) ودعم استيراد الصور الخام من الكاميرا
وإضافة فلتر جديد يعنى بتثبيت الصورة ومعالجة الاهتزاز

## فيغاس 14
في سبتمبر 2016م صدرت النسخ الجديدة من برنامج المونتاج الاحترافي فيجاس برو vegas pro المتخصص في تحرير الصوت والفيديو بنظام المونتاج الخطي، بعدما تأخرت لنحو عامين، مع العديد من المزايا التقنية والتحسينات البرمجية المتوافقة مع أحدث صيغ الفيديو فائقة الجودة.
ومجموعة فيجاس برو، هي إحدى مجموعتي عائلة فيجاس للمونتاج، ولها 3 إصدارات فرعية مختلفة في الإمكانيات لتناسب طبيعة المستخدم: نسخة صغيرة VEGAS Pro Edit تحتوي على الأدوات الأساسية في عملية تحرير الفيديو، وهي مناسبة لعمل الصحفيين والناشرين عبر مواقع الإنترنت، ومناسبة كذلك لعمل محطة إذاعية غير احترافية، ونسخة متوسطة VEGAS Pro
وهي مناسبة لعمل مشاريع متقدمة من البداية للنهاية وتحرير الفيديو والصوت باحترافية وكتابة عناوين ديناميكية وإمكانية حرق أسطوانات دي في دي DVD وبلوراي blue ray، ونسخة كبيرة VEGAS Pro Suite وهي نسخة تجمع كافة مزيات البرنامج من فلاتر وإضافات التي تناسب عمل المتخصصين المحترفين في أعمال تحرير الفيديو، والمهنيين في مرحلة ما بعد الإنتاج.

## الجديد في الإصدارات الأخيرة
.
| تاريخ الإصدار | الرقم | الاسم              | الإضافات الجديدة |
| ------------- | ----- | ------------------ | --- |
| سيبتيمبر 2006 | 0.7   | فيغاس 7            | دعم AVCHD |
| سيبتيمبر 2007 | 0.8   | فيغاس برو 8.0      | - تكنولوجيا كتابة العناوين الاحترافية (ProType Titler) - أدوات تحرير الكاميرات المتعددة (Multicamera) - معالجة فيديوهات النقطة العائمة 23 بت (32Bit Floating Point) - مرونة التحكم بنوافذ البرنامج - تحسين الدعم الصيغ HDV / SDI / XDCAM - القدرة على دمج نوافذ الإعدادات |
| مايو 2009     | 0.9   | سوني فيغاس برو 9.0 | - دعم صيغ الدقة السينمائية (4K) - دعم صيغ بعض كاميرات الفيديو مثل Red، XDCAM EX - إضافة فلتر توازن اللون الأبيض (White Balance Vedio FX) - إضافة فلاتر الإشعاع (Radiance Video FX) |
| أكتوبر 2010   | 10    | فيغاس برو 10       | - إضافة فلتر التجسيم ثلاثي الأبعاد (Stereoscopic 3D) - إضافة أسلوب الترجمة الفورية (نص مغلق) (Closed Captioning ) - دعم تسارع الغرافيك لصيغة AVC للبعض الأنواع من معالجات NVIDIA وAMD (باستخدام برمجية OpenCL GPGPU) - خاصية ثبات الصورة (Image Stabilization ) - إمكانية التحكم بفلاتر الصوت من كل ملف على حدة (Audio Event FX) - دعم إضافات Open FX |
| أكتوبر 2011   | 11    | فيغاس برو 11       | - دعم تسارع الغرافيك ببرمجية GPGPU للتأثيرات والانتقالات وتشغيل العرض وتركيب التراكات والحركة والإزاحة ( GPGPU acceleration of video decoding, effects, playback, compositing, pan/crop, transitions, and motion) - أداة الكتابة المتقدمة (Text tools) - تحسين فلتر التجسيم (Sterioscopic 3D) - دعم استقبال الصور الخام من الكاميرات (RAW Photo) - إضافة فلتر ثبات الصورة أو معالجة الاهتزاز (Stabilization FX) - دعم التوافق مع فلتر NewBlue Titler Pro (للكتابة ثنائية أو ثلاثية الأبعاد) - آلية جديدة لتثبيت الملفات في التراكات وتحريكهم كوحدة واحدة - الدعم الكامل للكتابة باللغة العربية بطريقة مباشرة |

## وصلات خارجية
- موقع الشركة المنتجة